# Marco Giuliani
Marco Giuliani (Roma, 20 agosto 1976) è un attore italiano.

## Biografia
Attore di teatro, cinema e televisione, è diventato noto presso il grande pubblico per la partecipazione alla serie TV di Canale 5, R.I.S. - Delitti imperfetti, dove dalla terza stagione, in onda nel 2007, interpreta il ruolo del tenente Spada. 
Tra gli altri suoi lavori, ricordiamo la miniserie TV Un anno a primavera, regia di Angelo Longoni, e Carabinieri - Sotto copertura, regia di Raffaele Mertes, entrambe del 2005, e il film Il giorno + bello (2006), diretto da Massimo Cappelli. Nel 2010 interpreta il ruolo del criminale Remo Damiani nella popolare fiction Distretto di polizia 10, regia di Alberto Ferrari.

## Carriera

### Teatro
- I danni del tabacco, regia di G. Riggi (2002)
- Teatro 1, regia di G. Riggi (2002)
- La tempesta, regia di R. Riccioni (2003)
- Le maschere nel baule, regia di A. Giulietti (2003)

### Cinema
- Gabriel, regia di Maurizio Angeloni (2001)
- Ora o mai più, regia di Lucio Pellegrini (2003)
- L'ultimo re cecconi, regia di Marco Raffaelli - cortometraggio (2004)
- Amore mio dai...da domani cambia tutto, regia di Toni D'Angelo - cortometraggio (2004)
- Il giorno + bello, regia di Massimo Cappelli (2006)
- Natale col boss, regia di Volfango De Biasi (2015)
- Gli ultimi saranno ultimi, regia di Massimiliano Bruno (2015)
- Sulla mia pelle, regia di Alessio Cremonini (2018)
- La profezia dell'armadillo, regia di Emanuele Scaringi (2018)
- Si sospetta il movente passionale con l'aggravante dei futili motivi, regia di Cosimo Alemà - cortometraggio (2018)
- Mamma qui comando io, regia di Federico Moccia (2023)
- Finché notte non ci separi, regia di Riccardo Antonaroli (2024)

### Televisione
- Distretto di Polizia 4, regia Monica Vullo – serie TV, episodio 4x07 - Canale 5 (2003)
- Un anno a primavera, regia di Angelo Longoni - miniserie TV - Rai 2(2005)
- Un posto al sole, registi vari - soap opera - Rai 3 (2005)
- Carabinieri - Sotto copertura, regia di Raffaele Mertes - miniserie TV - Canale 5 (2005)
- R.I.S. 2 - Delitti imperfetti, regia di Alexis Sweet - serie TV - Canale 5, episodio 2x02 (2006)
- R.I.S. 3 - Delitti imperfetti, regia di Alexis Sweet e Pier Belloni - serie TV - Canale 5 (2007)
- R.I.S. 4 - Delitti imperfetti, regia di Pier Belloni - serie TV - Canale 5 (2008)
- R.I.S. 5 - Delitti imperfetti, regia di Fabio Tagliavia - serie TV - Canale 5 (2009)
- Distretto di Polizia 10, regia di Alberto Ferrari - serie TV - Canale 5 (2010)
- Sfida al cielo - La narcotici 2, regia di Michele Soavi - miniserie TV - Rai 1 (2015)
- Doppio gioco, regia di Andrea Molaioli – miniserie TV - Canale 5 (2025)

### Spot pubblicitari
- Nescafè, regia di Gabriele Muccino (2003)